# Куликовский, Александр Никанорович
Александр Никанорович Куликовский (22 апреля [4 мая] 1851, Петрозаводск, Российская империя — после 1917) — генерал-майор Российской императорской армии.

## Биография
Родился 22 апреля (4 мая) 1851 года. Происходил из дворян Воронежской губернии, бывших (до 1765 года) слободских казаков Острогожского полка. Крупный помещик. Сын полковника Никанора Евстратовича Куликовского. Получил домашнее образование. На службу поступил 7 сентября 1867 г.: юнкером в Николаевское кавалерийское училище. 12 (24) июля 1869 года произведён в корнеты Кавалергардского полка. 31 марта 1874 года произведён в поручики, а 4 апреля 1876 года – в штабс-ротмистры. 22 октября (3 ноября) того же года назначен помощником полкового ремонтёра. 30 августа 1878 года произведён в ротмистры. 28 марта 1882 года произведён в полковники. С 11 ноября 1882 г. – ремонтёр 3-й бригады кав. запаса. С 21 ноября 1885 г. – ремонтёр кадра № 5 кав. запаса. 9 (21) января 1893 года назначен ремонтёром кадра № 1 гвардейского запаса. Служил в Каргопольском драгунском полку. С 30 января (11 февраля) 1897 года по 23 января (5 февраля) 1903 года находился в запасе. С 23 января (6 февраля) 1903 года по 16 (29) января 1911 года был в отставке. 6 (19) июня 1912 года за отличие произведён в генерал-майоры. С 16 (29) января 1911 года состоял в распоряжении начальника управления по ремонтированию армии. По данным на 10 июля 1916 г., состоял в том же чине и должности.
Владел крупным имением и конным заводом в слободе Евстратовка, Острогожского уезда.

## Семья
Сын полковника Никанора Евстратовича Куликовского (1793—1870) и Натальи Кирилловны, урождённой Гудович (1 декабря 1814 — 28 июля 1883). Дети - Павел и Николай. Жена — Евдокия Николаевна Харина. Его сын — Николай Александрович Куликовский - стал супругом великой княжны Ольги Александровны, сестры Николая II.
После Февральской революции Александр Никанорович Куликовский упоминается как восприемник при крещении своего внука Тихона, родившегося 12 (25) августа 1917 в Крыму — сына великой княжны Ольги Александровны и Николая Куликовского.

## Награды
- Орден Святого Станислава 2 степени (1892)
- Орден Святой Анны 2 степени (1894)